# 新北市立永和國民中學
新北市立永和國民中學，簡稱永和國中、永中，位於新北市永和區的國中，現任校長為陳玉芬。

## 校史

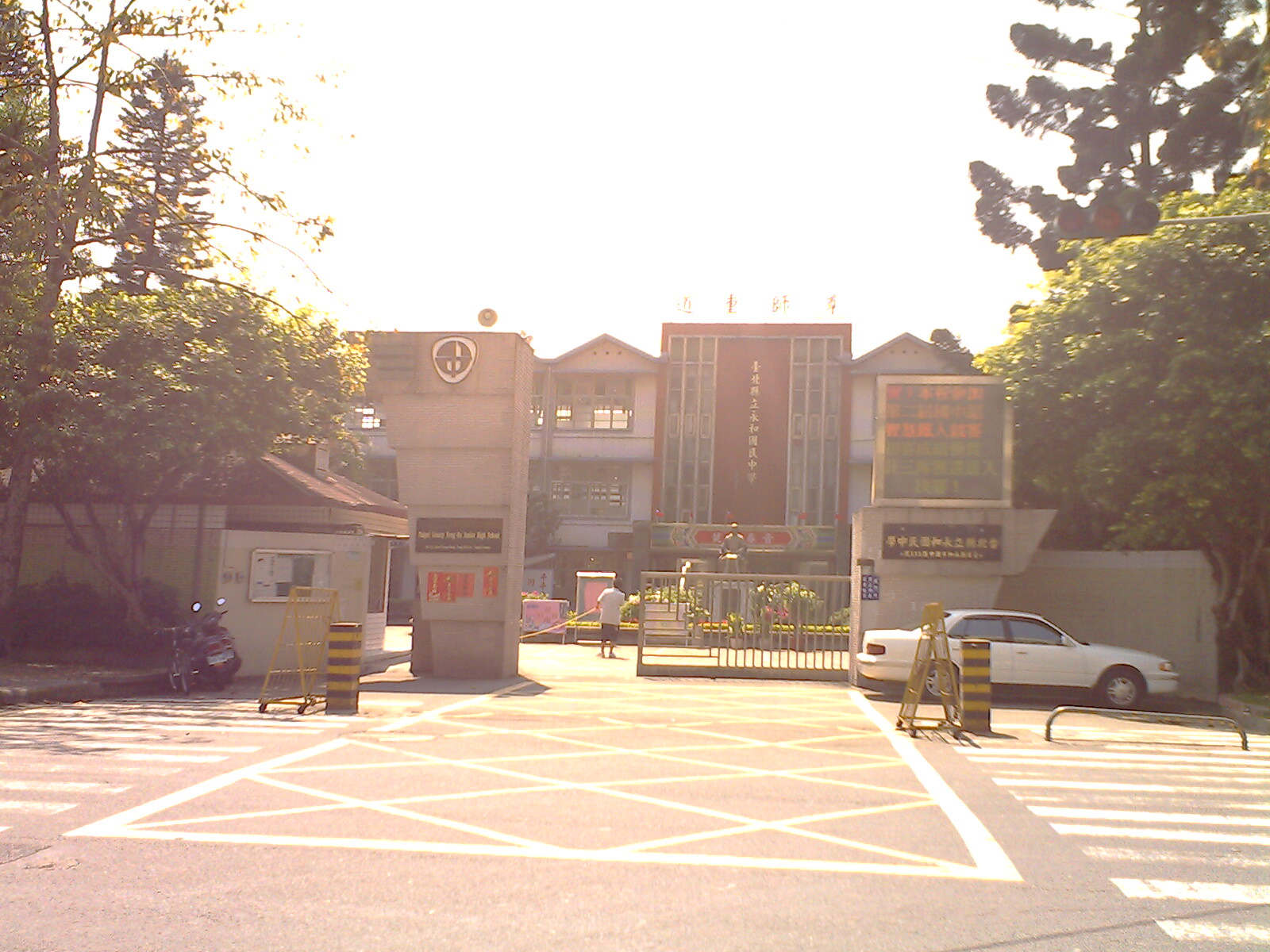
校景

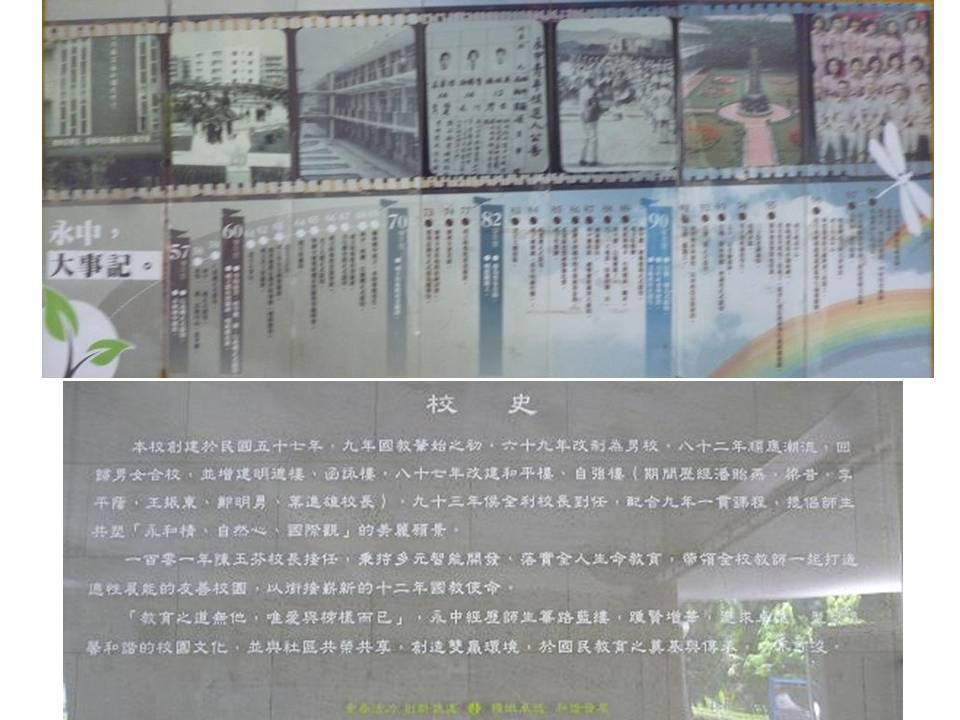
牆面校史沿革圖表(50周年校慶已改為新版本)

1968年創校，定名為「臺北縣立永和國民中學」。1993年開始招收女性學生。2010年12月25日：臺北縣升格為新北市，更名為「新北市立永和國民中學」。

## 歷任校長
| 任屆 | 校長   | 任期開始      | 任期結束      |
| ---- | ------ | ------------- | ------------- |
| 1    | 潘貽燕 | 1968年8月1日  | 1980年7月31日 |
| 2    | 梁昔   | 1980年8月1日  | 1987年7月31日 |
| 3    | 李平蔭 | 1987年8月1日  | 1991年7月31日 |
| 4    | 王振東 | 1991年8月1日  | 1995年7月31日 |
| 5    | 鄭明勇 | 1995年8月1日  | 1998年7月31日 |
| 6    | 葉進雄 | 1998年8月1日  | 2004年7月31日 |
| 7    | 侯全利 | 2004年8月1日  | 2011年12月1日 |
| 代理 | 何文慶 | 2011年12月2日 | 2012年7月31日 |
| 8    | 陳玉芬 | 2012年8月1日  | 2020年7月31日 |
| 9    | 鍾兆晉 | 2020年8月1日  | 2024年7月31日 |
| 10   | 陳玉芬 | 2024年8月1日  |               |

## 外部連結
- 新北市立永和國民中學
- 我的姐夫侯全利 （页面存档备份，存于）
- 永和國中校史